# Ypsora
Ypsora là một chi bướm đêm thuộc họ Erebidae.

## Loài
- Ypsora homochroa (Dognin, 1914)
- Ypsora lepraota Hampson, 1926
- Ypsora santaris Schaus, 1901
- Ypsora selenodes Hampson, 1926
- Ypsora violascens Draudt và Gaede, 1944